# Cosmodromo di Svobodnyj

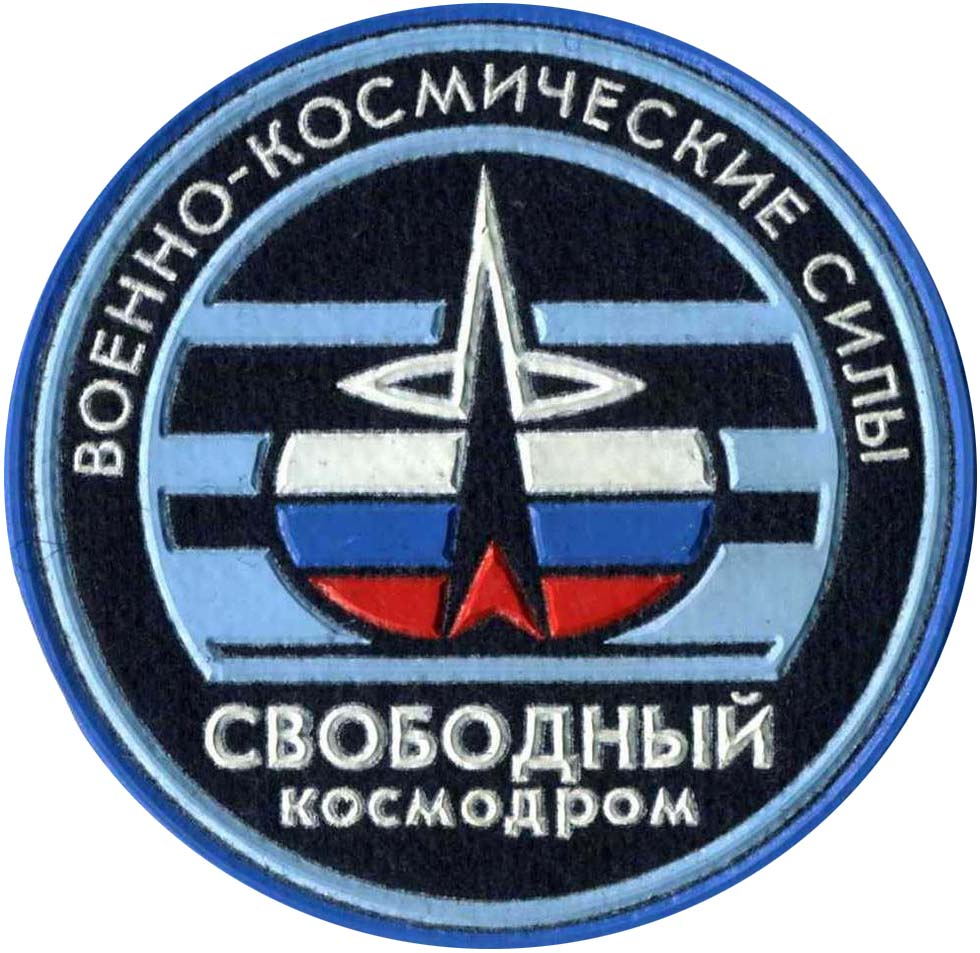
Effigie del cosmodromo di Svobodny

Il cosmodromo di Svobodnyj è uno spazioporto russo situato a circa 15 Km a nord della città di Svobodnyj. Costruito inizialmente come base militare, dopo la dissoluzione dell'Unione Sovietica fu riadattato come spazioporto per sostituire il Cosmodromo di Bajkonur, rimasto sotto il controllo del Kazakistan.  

## Storia
Il sito era originariamente una base militare per il lancio di missili balistici intercontinentali, che fu costruita nel 1968 e poi chiusa alla fine del 1993, dopo la dissoluzione dell'Unione Sovietica. Nel tentativo di superare i vincoli di utilizzo del cosmodromo di Baikonur legati alla sua posizione nel cuore del territorio kazako, i responsabili militari russi chiesero che venisse studiata una soluzione di emergenza. Dopo aver valutato diversi siti situati ad una latitudine sud come Baikonur allo scopo di consentire il lancio di satelliti in orbite terrestri basse inclinate (che sono una specificità di Baikonur), venne scelta la base di Svobodnyj. Il presidente russo Boris El'cin firmò il decreto che ne ordinava la creazione nel marzo 1996. Ma la crisi economica che allora scuoteva la Russia non permise di trovare i mezzi finanziari per creare le infrastrutture necessarie per il lancio di razzi medi e pesanti (come l'Angara) che avrebbe consentito di sostituire pienamente Baikonur. La base di Svobodnyj venne così utilizzata sporadicamente per mettere in orbita satelliti commerciali utilizzando i lanciatori Start-1, derivati da missili balistici intercontinentali. Fra marzo 1997 e aprile 2006 furono effettuati in totale cinque lanci.
Nel 2005, dopo il prolungamento del contratto di locazione di Baikonur concordato tra la Russia e il Kazakistan, l'Agenzia spaziale russa ha deciso di chiudere il cosmodromo di Svobodny e la decisione è stata ufficializzata nel febbraio 2007 con un decreto presidenziale. Nello stesso anno le autorità russe decisero di creare sullo stesso sito una base di lancio completamente nuova, il cosmodromo di Vostočnyj, che avrebbe preso il posto del cosmodromo di Svobodnyj. Il presidente russo Vladimir Putin firmò il decreto per la creazione del cosmodromo di Vostočnyj nel novembre 2007 e i lavori sono iniziati nel 2010.